# Азартні ігри в Латвії
Азартні ігри в Латвії є легальним видом бізнесу, що суворо регламентується державою.

## Законодавство
Сфера азартних ігор регулюється Законом про азартні ігри та лотереї, за захист прав гравців відповідає Розділ 41 Закону. Мінімально дозволеним віком для участі в іграх є 18 років.

## Історія
1940 року, після окупації Латвії СРСР, азартні ігри тут були суворо заборонені, згідно закону Латвійської РСР. Після розвалу СРСР 26 грудня 1991 року, ринок азартних ігор в Латвії почав рости, хоча формально вони залишались забороненими. Незважаючи на заборону, ставки на перегони були досить поширеними в Ризі у 1950-х роках. 1965 року місцевий іподром було зруйновано під час пожежі.
Перше латвійське казино відкрилося влітку 1991 року. Більшість ігрових залів та закладів того часу не мали жодних дохволів на роботу. При цьому, влада країни не створила відповідного регуляторного органу для нагляду та ліцензування казино. Найпопулярнішими формами азартних ігор стали спортивні ставки та ігрові автомати.
SIA Teletoto був першим і досі лишається провідним місцевим оператором ставок на спорт та керує двома найбільшими букмекерськими конторами: Latbet (1998) та Optibet (2008).
У червні 1994 року влада намагалася почати регулювання ринку, офіційно легалізувавши азартні ігри. Для цього було прийнято два закони: Закон про лотереї, податок та мито на азартні ігри та Закон про лотереї та азартні ігри. Цей крок навпаки — скоротив ринок, адже іноземні оператори почали закривати місцеві філії, а місцеві — закриватися.
1 січня 1998 року влада створила Інспекцію нагляду за лотереями та азартними іграми (латис. Izložu un azartspēļu uzraudzības inspekcija) при Міністерстві фінансів. Інспекції почала займатися такими задачами: захист права споживачів, дотримання операторами законів, забезпечення організації азартних ігор відповідно до законів, підтримка азартних ігор як рекреаційної діяльності та захист споживачів, схильних до лудоманії. Крім того, Інспекція має інші функції, як-от: ліцензування, аудит, регулювання, оподаткування, розслідування тощо. З 1998 року Латвія перетворилася на лідера в сфері азартних ігор серед країн Балтії, тут працює 4 ігрових сервіси, 9 онлайн-операторів та 14 наземних гральних операторів.
2003 року країні легалізувала онлайнові азартні ігри згідно із Законом № 15 та 23. В Латвії діють 13 нормативних актів, які легалізують та регулюють азартні ігрі, більшість із них прийняті у період з 2003 по 2007 рік.
Для отримання ліцензії оператора, компанія має зареєструватися у Реєстрі підприємств Латвії, мати статутний капітал від 1,4 млн євро, а частка іноземних членів або акціонерів не повинна перевищувати 49 %. Однак, іноземців з країн-членів ЄС, країн Європейської економічної зони та країн-членів Організації економічного співробітництва та розвитку остання вимога не стосується. Ліцензії на азартні ігри діють протягом 10 років, а податки розраховуються залежно від кількості ігрових автоматів та столів.
2015 року гемблінгова сфера принесла державі 210 млн $ прибутків у вигляді податків. З них 173 млн $ було отримано зі слот-машин, 14 млн з настільних ігор і 1,8 млн зі спортивних ставок. 2013—2015 року в країні працювало 5 казино, 2017-го їх було 7.
2020 року суттєвого удару по сфері казино Латвії завдала пандемія COVID-19, коли в березні на карантин було закрито всі наземні казино. Окрім цього, уряд країни також з 22 березня заборонив роботу онлайн-казино протягом карантину щонайменше на три місяці. В результаті, податкові надходження від азартних ігор за II та III квартали знизились на 41,2 % та 33,2 % відповідно у порівнянні з 2019 роком. За січень-вересень 2020 року загальна виручка склала 129,2 млн євро, що на 45,5 % менше, ніж 2019 року. Єдиний тип ігор, що збільшив виручку, продукт, це картярські онлайн-ігри, дохід від яких виріс на 54 %.
В січні 2021 року Сейм Латвії прийняв закон, що заборонив участь у азартних іграх для неплатників аліментів. Операторів було зобов'язано звіряти дані гравців із національним реєстром неплатників аліментів. У Латвії вже діють і інші обмеження для неплатників аліментів, наприклад, на володіння деякими транспортними засобами та вогнепальною зброєю. У лютому в Ризі Антикорупційним комітемом та Міською радою Риги було анульовано ліцензії для шести гральних зал за порушення правил міського планування. Вони працювали в житловій частині міста та біля історичного центру Риги.

## Реєстр самовиключення
2011 року Міністерство фінансів розробило поправки до закону, що дозволяють самовиключення осіб, схильних до лудоманії, нові правила дають можливість ігроманам додавати себе до списку самовиключення в казино. Такий реєстр було створено в січні 2020 року, протягом одного року туди записалося близько 15 тис. гравців. Згідно з дослідження Міністерства охорони здоров'я 2019 року, 16 тис. місцевих громадян схильні до лудоманії.

## Лотерея
2019 року в Латвії було створено національну лотерею, що одразу набула великої популярності, щомісяця в неї грають понад 50 тис. гравців. За 2020 рік вона принесла державі понад 2 млн євро прибутків. Для участі в лотереї гравці реєструють квиток на сайті cekuloterija.lv. Далі ця інформація використовується для контролю над податковими відрахуваннями. Протягом 2019—2020 років під час перевірок цих квитків, було виявлено 51 податкове порушення, за які було накладено штрафи на 25 тис. євро.